# 钱塘江路（青职学院）站
钱塘江路（青职学院）站是青岛地铁6号线的地铁车站，位于中华人民共和国山东省青岛市黄岛区江山南路与钱塘江路交叉口西侧，于2024年4月26日开通。

## 车站结构
钱塘江路（青职学院）站位于江山南路与钱塘江路交叉口西侧，沿江山南路路西设置，呈南北走向，为地下两层岛式站台车站，车站长206.95米，车站地下一层为站厅层，地下二层为站台层，站台设置全高站台门。
| 地面              | 出入口 | B、C、D出入口 |
| 地下一层          | 站厅   | 客服中心、自动售票机、验票机                                                                                      |
| 地下二层          | 站台   | \| \| \| 6号线往横云山路（扒山（滨海学院）） \| \| 島式 · 開左邊车门 \| \| \| \| \| \| 6号线往灵山湾（九顶山） \| |
|                   |        | 6号线往横云山路（扒山（滨海学院））                                                                               |
| 島式 · 開左邊车门 |        | |
|                   |        | 6号线往灵山湾（九顶山）                                                                                           |

## 出入口
扒山（滨海学院）站目前开放3个出入口，各出口及周围设施如下所示：
| 编号                | 指示                       | 建议前往的目的地                                   | 图片 |
| ------------------- | -------------------------- | -------------------------------------------------- | ---- |
| B · 出口 · （设有） | 江山南路(西)，钱塘江路(北) |                                                    |      |
| C · 出口            | 江山南路(东)，钱塘江路(南) | 青岛西海岸新区香江路第二小学                       |      |
| D · 出口            | 钱塘江路(南)，江山南路(西) | 青岛西海岸新区第一高级中学，青岛职业技术学院西校区 |      |
| 图例： 设有         |                            |                                                    |      |

## 接驳交通

### 公交车
- 西海岸新区第一中学：黄岛22路，黄岛28路，黄岛58路
- 西海岸新区一中江山路站：K3路，L3路，黄岛18路，黄岛18路定时快车，黄岛18路嘉陵江东路区间车，黄岛21路，黄岛28路，黄岛308路，黄岛31路，黄岛50路，黄岛50路区间，黄岛51路，黄岛58路，黄岛801路，黄岛K22路

## 车站历史
本站工程名与公示名为钱塘江路站，正式站名为钱塘江路（青职学院）站，以车站横跨的钱塘江路与附近的青岛职业技术学院命名。
- 2022年12月20日，车站主体结构封顶[2]。
- 2024年4月26日，车站随6号线一期通车开通[1]。